# 1989年バレーボール男子アフリカ選手権
1989年バレーボール男子アフリカ選手権（1989 Men's African Nations Championship）は、1989年にコートジボワールのアビジャンで開催された、アフリカバレーボール連盟主催の第7回バレーボールアフリカ選手権男子大会。
出場国は4カ国。カメルーンが初優勝を飾った。

## 最終結果
| 順位 | 国               |
| ---- | ---------------- |
| 1    | カメルーン       |
| 2    | アルジェリア     |
| 3    | エジプト         |
| 4    | コートジボワール |